# 매니악 (드라마)
《매니악》(영어: Maniac)은 2018년 9월 21일 넷플릭스를 통해 공개된 미국의 블랙 코미디 드라마이다. 노르웨이의 동명 드라마를 원작으로 하며 감독은 캐리 후쿠나가가, 각본은 패트릭 소머빌이 맡았다. 조나 힐과 엠마 스톤을 주연으로 하며, 작품은 제약회사의 정신병 신약 개발을 위한 임상실험에 참가한 사람들의 이야기를 다룬다.

## 출연진
- 조나 힐 - 오웬 밀그램 역
- 엠마 스톤 - 애니 랜즈버그 역
- 미즈노 소노야 - 후지타 박사 역
- 저스틴 서룩스 - 제임스 K. 맨틀레이 박사 역
- 샐리 필드 - 그레타 맨틀레이 박사 역
- 줄리아 가너 - 앨리 역